# Anicla digna
Anicla digna là một loài bướm đêm thuộc họ Noctuidae. Loài này có ở Bắc Mỹ, bao gồm Texas và South Carolina.
Sải cánh dài khoảng 30 mm.